# Diocesi di Granada
La diocesi di Granada (in latino: Dioecesis Granadensis) è una sede della Chiesa cattolica in Nicaragua suffraganea dell'arcidiocesi di Managua. Nel 2021 contava 579.881 battezzati su 641.033 abitanti. È retta dal vescovo Jorge Solórzano Pérez.

## Territorio
La diocesi comprende i dipartimenti di Boaco, Granada e Rivas nella parte centro-occidentale del Nicaragua.
Sede vescovile è la città di Granada, dove si trova la cattedrale dell'Assunzione di Maria Vergine (Nuestra Señora de la Asunción).
Il territorio si estende su una superficie di 7.453 km² ed è suddiviso in 61 parrocchie.

## Storia
La diocesi è stata eretta il 2 dicembre 1913 con la bolla Quum iuxta apostolicum effatum di papa Pio X, ricavandone il territorio dalla diocesi di León en Nicaragua.
Il 21 luglio 1962 ha ceduto una porzione del suo territorio a vantaggio dell'erezione della prelatura territoriale di Juigalpa (oggi diocesi).

## Cronotassi dei vescovi
Si omettono i periodi di sede vacante non superiori ai 2 anni o non storicamente accertati.
- José Candido Piñol y Batres † (10 dicembre 1913 - 10 luglio 1915 dimesso[2])
- Canuto José Reyes y Balladares † (12 luglio 1915 - 3 novembre 1951 deceduto)
- Marco Antonio García y Suárez † (17 marzo 1953 - 11 luglio 1972 deceduto)
- Leovigildo López Fitoria, C.M. † (7 luglio 1972 - 15 dicembre 2003 ritirato)
- Bernardo Hombach Lütkermeier (15 dicembre 2003 - 11 marzo 2010 ritirato)
- Jorge Solórzano Pérez, dall'11 marzo 2010

## Statistiche
La diocesi nel 2021 su una popolazione di 641.033 persone contava 579.881 battezzati, corrispondenti al 90,5% del totale.
| anno | popolazione | popolazione | popolazione | presbiteri | presbiteri | presbiteri | presbiteri                | diaconi | religiosi | religiosi | parrocchie |
| anno | battezzati  | totale      | %           | numero     | secolari   | regolari   | battezzati per presbitero | diaconi | uomini    | donne     | parrocchie |
| ---- | ----------- | ----------- | ----------- | ---------- | ---------- | ---------- | ------------------------- | ------- | --------- | --------- | ---------- |
| 1950 | 298.000     | 302.000     | 98,7        | 53         | 25         | 28         | 5.622                     |         |           |           | 31         |
| 1966 | 190.000     | 202.900     | 93,6        | 47         | 16         | 31         | 4.042                     |         |           | 83        | 21         |
| 1970 | 196.968     | 199.968     | 98,5        | 32         | 8          | 24         | 6.155                     |         | 24        | 62        | 24         |
| 1976 | 264.880     | 267.556     | 99,0        | 37         | 12         | 25         | 7.158                     |         | 26        | 65        | 22         |
| 1980 | 296.954     | 300.000     | 99,0        | 32         | 14         | 18         | 9.279                     |         | 21        | 71        | 22         |
| 1999 | 346.452     | 433.064     | 80,0        | 50         | 37         | 13         | 6.929                     |         | 22        | 141       | 27         |
| 2000 | 346.452     | 440.000     | 78,7        | 48         | 33         | 15         | 7.217                     |         | 22        | 137       | 27         |
| 2001 | 471.216     | 526.008     | 89,6        | 53         | 35         | 18         | 8.890                     |         | 19        | 157       | 27         |
| 2002 | 483.682     | 540.112     | 89,6        | 54         | 37         | 17         | 8.957                     |         | 26        | 135       | 29         |
| 2003 | 475.704     | 544.545     | 87,4        | 58         | 41         | 17         | 8.201                     |         | 18        | 137       | 29         |
| 2004 | 483.230     | 555.436     | 87,0        | 55         | 40         | 15         | 8.786                     |         | 28        | 137       | 33         |
| 2013 | 536.000     | 588.000     | 91,2        | 83         | 75         | 8          | 6.457                     |         | 26        | 133       | 50         |
| 2016 | 566.716     | 623.951     | 90,8        | 88         | 84         | 4          | 6.439                     |         | 24        | 161       | 53         |
| 2019 | 576.776     | 636.033     | 90,7        | 90         | 89         | 1          | 6.408                     | 1       | 22        | 158       | 56         |
| 2021 | 579.881     | 641.033     | 90,5        | 93         | 89         | 4          | 6.235                     |         | 19        | 158       | 61         |